# Древний Север

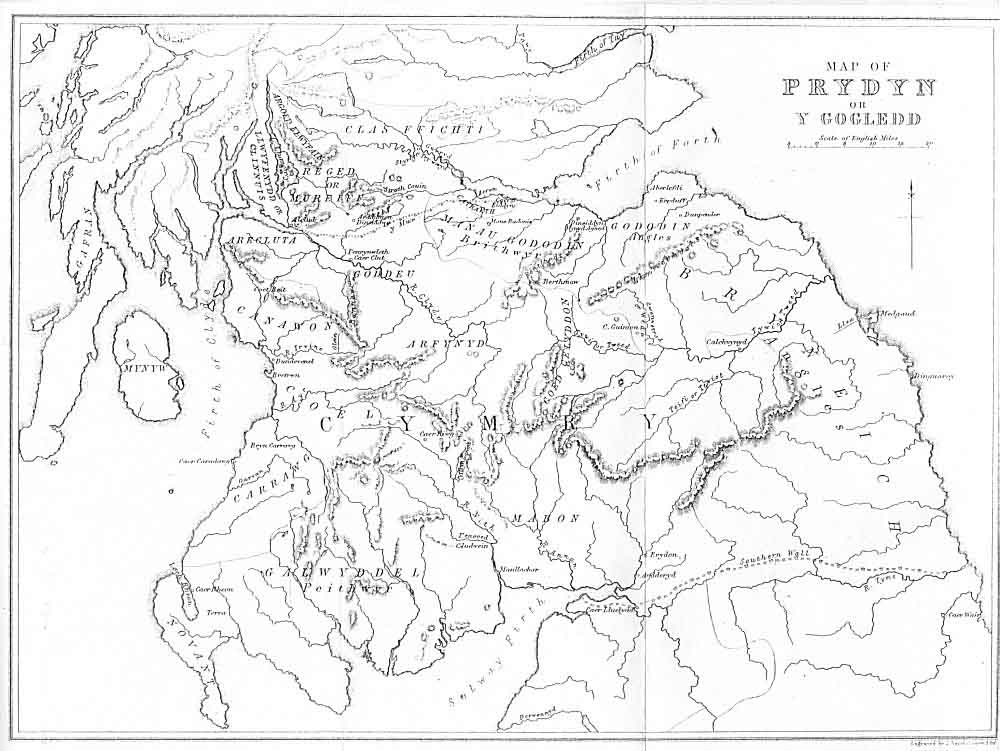
Южная Шотландия в послеримскую эпоху

Древний Север, также Старый Север, Хен Оглед (валл. Yr Hen Ogledd или просто Y Gogledd), бриттский Север, — валлийское название исторической области на территории нынешней Северной Англии и Южной Шотландии. В послеримскую эпоху область был населена бриттами, основным языком которых был камбрийский, близко родственный древневаллийскому языку. Обитатели Уэльса и Древнего Севера воспринимали себя как единый народ; тех и других обозначали словом «кимры» (cymry, букв. «соотечественники», от общебрит. combrogi).
Расцвет бриттских королевств, образовавшихся на этой территории, приходится на IV—VI века нашей эры. Древневаллийские генеалогии возводят почти все королевские роды Древнего Севера к одному прародителю — Койлю (Коэлу) Старому (иногда считается, что именно он был прототипом «старого короля Коля» из английских детских стишков). Имеющиеся данные позволяют датировать его жизнь примерно 350—420 годами, то есть как раз временем окончательного ухода римских войск из Британии. Английский историк Джон Моррис предполагал, что Коэль Старый был представителем римской знати, организовавшим сопротивление романизованных бриттов, и последним дуксом Британии (лат. Dux Britanniarum), командовавшим римскими пограничными частями на Древнем Севере; однако мнение Морриса неоднократно подвергалось критике.
К рубежу VIII-IX веков все королевства Древнего Севера, кроме Стратклайда, были завоеваны англосаксами и пиктами, а в XI веке Стратклайд вошёл в состав растущего королевства Шотландия. Однако память о Древнем Севере долгое время оставалась жива в Уэльсе. Короли из нескольких валлийских династий считали себя потомками «людей Севера» (валл. Gwŷr y Gogledd), родословные которых сохранились в валлийской традиции. «Людям Севера» (Талиесину, Анейрину, Мирддину Виллту и другим «первым поэтам») приписывалось авторство многих важнейших ранневаллийских сочинений. В ранней валлийской поэзии и валлийских триадах фигурируют герои Древнего Севера, такие как Уриен Регед, Оуэн ап Уриен, Койль Старый и его потомки.

## Королевства и регионы

### Крупные королевства
- Гододин (валл. Gododdin) — королевство, занимавшее земли от реки Форт на юго-востоке Шотландии до реки Тис на северо-востоке Англии. Племя, населявшее эту территорию, в античных источниках именуется вотадинами (искаж. др.-валл. Guotodin). Поэма Анейрина «Гододин[англ.]» повествует о гибели армии Гододина в битве при Катраэте против англов Берниции[5].
- Истрад Клид (валл. Ystrad Clud, букв. «долина [реки] Клайд») или Альт Клит (валл. Alt Clut), позднее известное как королевство Стратклайд (от гэльск. srath, «долина» и Clyde, «Клайд») — королевство с центром в районе современного Дамбартона (Шотландия), крупнейшее и лучше всего изученное из бриттских королевств. Просуществовало дольше остальных; было поглощено Шотландией только в XI веке[6].
- Регед (валл. Rheged) — крупное королевство, по-видимому, включавшее в себя часть современной Камбрии, хотя точных сведений о его территории не сохранилось. Предполагают, что в какой-то период оно было весьма обширным, поскольку история Регеда тесно связана с личностью короля Уриена, чьё имя, в свою очередь, ассоциируется со многими областями северо-западной Британии[7].
- Элмет, или Эльвед (валл. Elmet, современная форма Elfed) — королевство с центром в западном Йоркшире (Северная Англия). Располагалось южнее остальных королевств Древнего Севера и далеко к востоку от Уэльса. Погибло в начале VII века[8].

### Малые королевства
- Аэрон (валл. Aeron) — малое королевство, упоминаемое в поэме «Гододин» и других источниках. Местоположение королевства точно не установлено, но многие исследователи предполагают, что оно находилось на территории графства Айршир (юго-западная Шотландия)[9][10][11][12]. Аэрон часто упоминается в связи с именем короля Уриена Регеда, и, возможно, входил в состав его владений[13].
- Калхвинид (валл. Calchfynydd, букв. «меловая гора», от валл. calch, «извёстка; мел» и mynydd, «гора») — одно из королевств Древнего Севера, о котором почти ничего не известно. Оно упоминается в «Книге Талиесина» в связи с областью Эрехвид (валл. Erechwydd), принадлежавшей королю Уриену[14], а один из его правителей, Кадрауд Калхвинид (валл. Cadrawd Calchfynydd), упомянут в трактате «Родословная людей Севера[англ.]»[15]. У. Ф. Скин[англ.] предположительно отождествлял Калхвинид с городом Келсо в области Скоттиш-Бордерс, в прошлом носившем название Калхоу (Calchow)[16].
- Каэр Гвенддолеу — небольшое королевство на границе Регеда и Стратклайда. Названо по имени наиболее известного правителя этой области — Гвенддолеу ап Кейдио.
- Манау Гододин[англ.] (валл. Manaw Gododdin) — узкая прибрежная область к югу от залива Фёрт-оф-Форт, часть территории Гододина, в VII веке поглощённая королевством Нортумбрия[5]. Название сохранилось в составе топонимов Сламаннан[англ.] (Slamannan, от гэльск. Sliabh Manann, «пустошь Маннана», пустошь и деревня в Стерлингшире[англ.])[17], Далмени[англ.] (Dalmeny, в прошлом Dumanyn, от гэльск. Dun Manann, «крепость Маннана», деревня и административный район примерно в 8 км к северо-западу от Эдинбурга)[18], а также Клакманнан и Клакманнаншир (Clackmannan и Clackmannanshire, городок и округ к северу от реки Форт)[19]; последние два названия происходят от от гэльск. Clach Manann, «камень Мананна» и связаны с расположенным здесь памятником языческой эпохи[18].
- Новант (валл. Novant) — королевство, упоминаемое в поэме «Гододин». По-видимому, связано с племенем новантов[англ.], в железном веке населявшим юго-запад Шотландии.
- Пеннины — королевство между Регедом и Эбруком. в 525 году разделилось на Дунотинг и Пик.
- Эйдин[англ.] (валл. Eidyn) — область вокруг современного Эдинбурга, в те времена носившего название Дин Эйдин (валл. Din Eidyn, «за́мок Эйдина»). Королевство было тесно связано с Гододином[20]. По мнению Кеннета Джексона[англ.], название «Эйдин» относилось только к Эдинбургу[21], но другие исследователи полагают, что подразумевалась более обширная территория[22][23]. Это название, вероятно, сохранилось в таких топонимах, как, собственно, Эдинбург, Данидин (Dunedin) и Карриден (Carriden, от валл. Caer Eidyn, «крепость Эйдин») в 25 км к западу от Эдинбурга[24]. В 638 году Дин Эйдин был захвачен англами и оставался под их правлением почти три столетия[20].

### Иные территории, близкие бриттскому Северу
- Королевство Мэн — королевство, основанное скандинавами на острове Мэн
- Королевство пиктов — одно или два королевства на северных землях Британии; происхождение пиктов до сих пор не выяснено.
- Дал Риада — королевство на северо-западных территориях Британии, основанное выходцами из Ирландии.
- Кельтские государства юго-восточной Британии

### Неоднозначные территории
Некоторые области, упоминаемые в исторических и литературных источниках, изначально могли входить в число бриттских королевств Древнего Севера, но однозначных подтверждений этому не находится.
Бринейх (валл. Birneich) — бриттское название англосаксонского королевства Берниция. of Bernicia. There was probably a British kingdom in this area before the Anglian kingdom, it this is uncertain.
Дейра — англосаксонское королевство, название которого происходит из общебриттского языка.
Эбрук — королевство с центром в Йорке, занимавшее всю северную часть современной Англии

## Борьба с англосаксами
Постепенно территория бриттских владений сокращалась: так, при жизни Уриена Регедского (конец VI века) бритты ещё вели сражения за Линдисфарн и владели Элметом (см. Талиесин), но уже около 600 года войска Гододина отправились отвоёвывать Катрайт в Северном Йоркшире у англосаксов, что и описано в поэме Анейрина «Гододин».
В 613 или 616 году произошла битва при Честере, в которой англосаксонские войска короля Нортумбрии Этельфрита нанесли поражение Селиву, королю Поуиса, выступившему в союзе с небольшим королевством Рос. После этой битвы англосаксы вышли к Ирландскому морю, и бриттский Север был отрезан от Уэльса (юго-запад — Думнония, Гластенинг, Сомерсет и Керноу (Корнубия) и Лионессе — был изолирован ещё после битвы при Деорхаме в 577 году). После этого территория бриттских королевств неуклонно сокращалась. Дольше всех, вероятно, держался Стратклайд: в обеих версиях «Гододина» присутствует так называемое «предисловие рассказчика», где говорится о битве при Страткарроне (642), в которой стратклайдские бритты победили ирландцев Дал Риады. Под 756 годом Ольстерские анналы сообщают об успешной осаде столицы Стратклайда, проведённой Энгусом I, королём пиктов, и нортумбрийским правителем Эдбертом. К концу IX века бриттская династия в Стратклайде уступает престол младшей линии шотландских королей (последний король Стратклайда, упоминающийся в валлийских генеалогиях, — Рин ап Артгал, скончавшийся, видимо, в 878 году). С этого времени начинается активное проникновение в Стратклайд шотландского и скандинавского элемента. По данным Вадима Эрлихмана дольше всех из бриттского севера продержался Истрад Клут, который пал в 1034 году. Однако сведения о бриттском населении в Шотландии сохранились даже до XI века (см. кумбрийский язык).
Связи между Уэльсом и Севером всегда были достаточно сильны: так, королевский дом Гвинеда был основан выходцем из Гододина. В Уэльсе сохранились генеалогии королевских родов Севера, к северному материалу имел доступ составитель Historia Brittonum, а наследие северных поэтов Анейрина и Талиесина стало неотъемлемой частью валлийской культуры: вместе с Лливархом Старым и Хелед их причисляют к «первым поэтам» (валл. Cynfeirdd) Уэльса.

### Статьи
- Dumville, David. The eastern terminus of the Antonine Wall: 12th or 13th century evidence (англ.) // Proceedings of the Society of Antiquaries of Scotland. — 1994. — Iss. 124. — P. 293–298. [ Архивировано] 6 марта 2022 года.
- Lacy, N. J. A history of Arthurian scholarship (англ.) // Arthurian studies. — Boydell & Brewer Ltd, 2006. — Iss. 65.
- Фалилеев, А. И. Из ранней валлийской поэзии // Из ранней валлийской поэзии. — Москва: Наука, 2012. — С. 123—364. — ISBN 978-5020382848.